# Shinji Iwata
Shinji Iwata (岩田 慎司 Iwata Shinji?) (27 de enero de 1987, Gifu, Japón), es un lanzador de béisbol japonés que actualmente juega para los Chunichi Dragons.